# Législation visant des races particulières (de chiens)
Pour les articles homonymes, voir BSL.

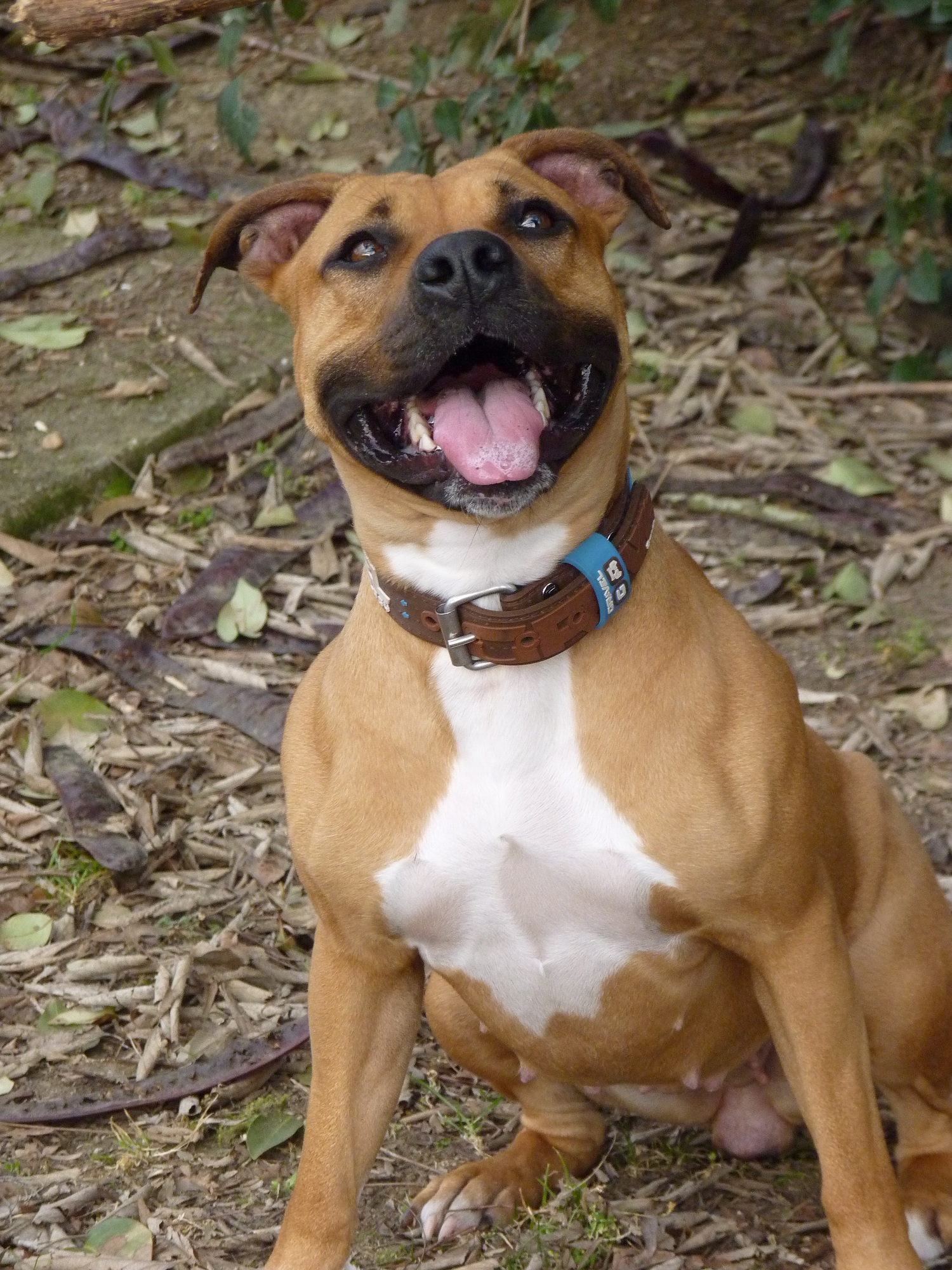
Chien American Staffordshire Terrier.

Une législation visant des races particulières (abrégé en LRP, ou BSL en anglais pour breed-specific legislation) est une législation visant à interdire ou à restreindre sur un territoire donné la possession, l'acquisition, la circulation, parfois même l'élevage et l'importation de chiens de races spécifiques, issus d'un croisement avec certaines races, ou ayant l'apparence de certaines races ou types de chiens.
Depuis les années 1980, ces législations ont souvent visé les chiens de terrier et des chiens de type molossoïde, notamment l'American Pit Bull Terrier, le American Staffordshire Terrier, le Staffordshire Bull Terrier et le dogue argentin, mais ont parfois été étendues pour cibler les propriétaires de nombreux autres types de chiens. En Italie, une loi visant des races spécifiques ciblant initialement les propriétaires de 13 races de chiens lors de son adoption en 2004 restreignait au moment de son abandon en 2009 un total de 92 races de chiens, incluant les corgis et les border collies. En Amérique du Nord, les législations visant des races spécifiques sont habituellement adoptées par des municipalités, avec l'exception notable de la province de l'Ontario, au Canada, depuis 2005. Aux États-Unis en date de 2016, une vingtaine d'États se sont dotés, à la suite des échecs répétés des législations visant des races particulières, de lois interdisant aux municipalités d'adopter de telles initiatives.
Depuis les années 2000, la tendance en Amérique du Nord est de défaire des lois visant des chiens de type pitbulls ou certaines races spécifiques, devant leur inefficacité relative et les coûts importants engendrés par ce type de législation. En Europe, les Pays-Bas ont en 2008 mis fin à sa législation visant des races particulières après avoir conclu à son « inefficacité » au bout de 15 années.  En France, la législation a été renforcée en 1999 dans le but de faire à terme disparaître les chiens typés Pitbull. 
Une étude nationale au Canada en 2013 a conclu que la LRS n'était pas un outil efficace pour diminuer l'incidence d'attaques commises par des chiens. La ville canadienne de Calgary a été citée en exemple pour les mesures alternatives adoptées en 2000, qui ont permis de réduire de 50 pour cent en une décennie le nombre de plaintes au sujet d'agressions commises par des chiens,.
Les lois visant des races spécifiques ont été régulièrement dénoncées, en particulier lorsqu'elles visent des chiens identifiés comme « pitbulls ». Les critiques ont soulevé la grande difficulté d'identifier un chien de races croisées et la désignation arbitraire de certains animaux comme « potentiellement dangereux » en raison de leur morphologie. L'idée selon laquelle les chiens de type pitbulls seraient systématiquement plus agressifs envers les humains après avoir été sélectionnés dans le but de concourir dans des combats de chiens au XIXe siècle a été scientifiquement critiquée et un rapport récent de l'ANSES souligne le caractère déterminant de l'éducation donnée au chien et de tout ce que favorise sa santé mentale et physique ,.

## Contexte: les morsures de chien
Au Canada, en 2016, on dénombre plus d’un million de chiens. On compte environ 164 000 morsures par an dont plus d’un quart concernent  des enfants de moins de 12 ans. Selon Richard, « Ce sont la fréquence et l’intensité grandissantes des accidents qui ont poussé le pays à prendre des mesures strictes de régulation. ». Dans ce pays, on compte entre 1 et 2 décès par an en lien à des morsures. Une étude portant sur les décès entre 1990 à 2007, a recensé 28 décès dus à des morsures. Les facteurs prédominants  étaient les suivants : chiens connus et possédés,  accès non surveillé des enfants à une zone où se trouvent des chiens. Pour ce qui tient aux races, on constate une proportion élevée de chiens de traîneau et chiens de races mixtes, et un seul American Staffordshire terrier a causé un décès durant cette période. 24 des 28 victimes étaient des enfants de moins de 12 ans, l'âge médian des victimes était de 5 ans. 
Aux États-Unis, une étude a recensé les décès entre 1979 et 1988. Sur les 157 décès étudiés, 70 % sont survenus chez des enfants âgés de moins de 10 ans.  Les races Pitbull étaient impliquées dans 42 (41,6 %) des 101 décès où la race du chien était signalée.
Une étude conduite par un centre d'urgence au Texas a analysé 228 patients  blessés par morsure de chien. La race n'a pu être déterminée que pour 82 de ces cas et 29 avaient été blessés par des pitbulls. 

## Législations

### Italie

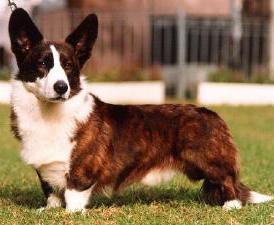
Un corgi, visé par une LRP en Italie jusqu'en 2009.

En Italie, une loi visant des races spécifiques ciblant initialement les propriétaires de 13 races de chiens lors de son adoption en 2004 restreignait au moment de son abandon en 2009 un total de 92 races de chiens, incluant les corgis et les border collies.

### Grande-Bretagne
La Grande-Bretagne interdit depuis 1991 certaines races de chiens.

### Irlande
L'Irlande bannit 11 races de chiens depuis 1998. Se basant sur les « données scientifiques », le Conseil national vétérinaire irlandais recommandait en mai 2016 l'abandon des lois visant des races spécifiques.

### France
La loi française distingue deux catégories de chien dont le législateur a estimé qu'elles méritaient des contraintes spécifiques, 

#### Les chiens de catégorie 1
Couramment appelés « chiens d'attaque », cette catégorie regroupe 3 types de chiens. Par type, la loi veut toucher des chiens "assimilables à une race de par leurs caractéristiques morphologiques", ils ne sont donc pas nécessairement inscrits dans le livre généalogique validé par le ministère de l'Agriculture :
- chiens de type American Staffordshire terrier (anciennement Staffordshire terrier), également appelés « pit-bulls » ;
- chiens de type Mastiff, également appelés « boerbulls » ;
- chiens de type Tosa.

La loi vise à limiter le nombre de chiens de cette catégorie. Dès lors, toute acquisition, cession, introduction ou importation sur le territoire français est interdite. 
Leur stérilisation est obligatoire depuis 1999, sous peine de six mois d'emprisonnement et de 15 000 euros d'amende pour les propriétaires contrevenants. Quand l'animal importé illégalement blesse ou tue un autre animal ou un humain, son détenteur risque jusqu'à cinq ans de prison et 600 000 euros d'amende.
Tous les chiens typés pitbull sans papiers français sont classés en « catégorie 1 » 

#### Les chiens de catégorie 2
Couramment appelés « chiens de garde et de défense », il s'agit de 3 races (inscrites dans un livre généalogique reconnu par le ministère de l'Agriculture) et 1 type :
- chiens de race American Staffordshire terrier (anciennement Staffordshire terrier) ;
- chiens de race Rottweiller ;
- chiens de type Rottweiller
- chiens de race Tosa

#### Évaluation de la loi par l'ANSES
Le Ministère de l'Intérieur et le Ministère chargé de l’Agriculture et de l’Alimentation ont commandé un rapport à l'ANSES sur le Risque de morsure de chien afin d'évaluer le bien fondé de la politique ayant instauré cette législation. Dans son rapport remis fin 2020, l'ANSES souligne que plusieurs groupes de travail dans d'autres pays ont conclu qu’il  n’est  pas  envisageable  de  prédire l’agressivité d’un individu sur le critère d’appartenance à une race ou de ressemblance avec les critères morphologiques d’une race et que les lois discriminant  certaines  races  ou  types  raciaux  sont  inefficaces au  regard  de  l’incidence  des morsures.  En effet, l'appartenance d’un individu à une race n'est pas facile à déterminer et la représentation que les propriétaires peuvent avoir d'une race modifie la façon dont le chien va être éduqué et son mode de vie.  De même, la santé mentale et le bien-être du chien sont  des facteurs de modulation des agressions.

### États-Unis
Les États américains de l'Arizona,  de la Californie, de la Caroline du Sud, du Colorado, du Connecticut, du Dakota du Sud, de la Floride, de l'Illinois, du Maine, du Massachusetts, du Minnesota, du Nevada, du New Jersey, de New York, de l'Oklahoma, de la Pennsylvanie, du Rhode Island, du Texas, de l'Utah, de la Virginie et de l'État de Washington ont adopté des lois qui interdisent aux villes et aux municipalités d'adopter des lois sur le contrôle canin qui discriminerait en fonction de la race de l'animal,. Le Sénat du Michigan va dans la même direction en avril 2018. Un grand nombre de municipalités aux États-Unis ont également renversé leurs lois discriminant contre la race.

### Canada, par région

#### Ontario
La province de l'Ontario possède une LRP depuis 2005.

#### Québec
Au Québec, les municipalités adoptent leurs propres règlements sur les chiens.
En avril 2017, le gouvernement du Québec annonce qu'elle interdira par une loi les chiens de type pitbulls ainsi que les Rottweilers dans toute la province. Au printemps 2018, le gouvernement du Québec examine en commission parlementaire sa future loi provinciale sur les chiens. À la suite de ces consultations, le gouvernement québécois annonce le 6 juin 2018 que le projet de loi 128 qu'il prépare sur la gestion des chiens dangereux ne contiendra aucune interdiction de races spécifiques, le ministre Martin Coiteux invoquant notamment l'absence de consensus scientifique quant à l'efficacité de telles mesures.

##### Montréal
Montréal interdit brièvement les chiens de type pitbull durant un an, après avoir voté un règlement en ce sens le 27 septembre 2016 à la suite d'une décision du maire Denis Coderre. À peine six jours plus tard, la Cour supérieure du Québec suspend l'application du règlement,. Il sera finalement appliqué le 1er décembre 2016 à la suite d'une décision de la Cour d'appel du Québec,. Ce règlement controversé est l'un des sujets débattus lors de la campagne électorale qui mène à la défaite de Denis Coderre et à l'élection de la nouvelle mairesse Valérie Plante le 5 novembre 2017. Peu après son assermentation comme mairesse, Mme Plante révoque le 8 décembre 2017 l'interdiction des pitbulls à Montréal, une décision entérinée par son conseil municipal le 20 décembre 2017.

##### Autres villes
Châteauguay révoque en août 2017 une loi interdisant les pitbulls qui était en vigueur depuis 27 ans, citant l'impossibilité de la mettre en application correctement.

## Effets des législations visant des races particulières

### Sur la sécurité publique
De nombreuses études ont démontré l'inefficacité de réglementations visant des races particulières, qui en général ne parviennent pas sur une longue période à réduire le nombre de morsures de chiens, de blessures causées par ceux-ci, ni la sévérité de ces blessures. À Toronto au Canada, les morsures de chiens ont atteint un niveau record en 2014, neuf ans après l'entrée en vigueur d'une loi contre les races particulières.

### Conséquences économiques
Les lois visant des races particulières ont aussi engendrées d'importantes dépenses pour les juridictions les ayant imposées. La difficulté d'identifier correctement une race de chien et la définition vague d'un « chien de type pit bull » complique la tâche des autorités dans l'application de la loi, et a entraîné de nombreux recours légaux provenant de propriétaires de chiens, augmentant les coûts associés à ces législations.
Certaines juridictions ont aussi déploré que l'application de la loi sur les races particulières cible est plus susceptible de viser des propriétaires de chiens vivant dans des zones défavorisées ou en situation d'itinérance.

## Réactions aux législations visant des races particulières
Ce type de législation est généralement dénoncée par les groupes dédiés au bien-être animal, notamment parce qu'elle mène à un grand nombre d'euthanasies. En 2012, l'Association de médecine vétérinaire de l'Ontario déplorait l'euthanasie de 1 000 chiens ou chiots sans antécédent de violences envers les humains ou les animaux, depuis l'introduction de la LRP en 2005 dans cette province canadienne.
Le National Canine Research Council, aux États-Unis, a conclu que, dans les attaques fatales commises par des chiens en 2006, 97 pour cent des chiens n'avait pas été stérilisés, 84 pour cent des attaques avaient été commises par des animaux victimes d'abus ou de cruauté, et 78 pour cent de ces animaux n'étaient pas gardés comme animaux de compagnie mais comme chiens de garde ou chiens destinés à l'élevage.

### Poursuites judiciaires
Les opposants à la LRP évoque les coûts additionnels pour les juridictions qui les adoptent, coûts engendrés par les poursuites intentées par les citoyens,.
Le pouvoir des municipalités à discriminer selon la race est contesté en cour, ainsi que la constitutionnalité de telles lois, soupçonnées de brimer les droits des citoyens.